# Блажко Валентина Сергіївна
Блажко Валентина Сергіївна (нар. 17 лютого 1988, м. Харків) — лікар-інфекціоніст І категорії, гепатолог, меценатка, блогерка, нагороджена орденом «Берегиня України», «Сила милосердя».

## Біографія
Валентина Блажко народилась 17 лютого 1988 року у місті Харків. 2005 року почала навчання у Харківському національному медичному університеті, а 2011 року його звершила.
2013 року проходила інтернатуру за спеціальністю «Інфекційні хвороби» на кафедрі інфекційних хвороб Харківської медичної академії післядипломної освіти.
Також навчалася в Академії при президенті України, за результатами якого отримала ступінь магістра публічного управління та адміністрування охорони здоров'я.
З 2012 року працювала у міській поліклініці № 11, з 2019 року у приватній клініці Онклінік, де продовжила працювати під час військових дій у Харкові.
З метою покращення медицини на місцевому рівні у 2020 році балотувалась до Харківської обласної ради 8-го скликання.
Після повномасштабного вторгнення відмовилася від евакуації та проводила консультації пацієнтів. 6 лютого 2023 року заснувала та відкрила клініку «Valenti Clinic» у місті Харків, де працює інфекціоністом та головним лікарем. Також вона активно розвиває свої соціальні мережі. У її блозі в Instagram понад 70 тисяч підписників.

## Спеціалізація
Пацієнтами лікаря є люди з вірусними гепатитами, хронічною втомою, підвищеною температурою тіла, частими простудними захворюваннями, висипами, гельмінтозами, з порушенням зору та болями в суглобах, жовтяничністю шкірних покривів, зниженням імунітету, лихоманкою незрозумілого ґенезу, пацієнти з ВІЛ та ін.

## Благодійність
Валентина Блажко підтримувала благодійні заходи, серед яких:
- відкриття першої приватної бібліотеки для людей із проблемами зору, книги якої надруковані шрифтом Брайля[11][12][13];
- поміч самотнім людям похилого віку[2];
- параду військових з дітьми який внесено у Книгу Рекордів України[14].

## Відзнаки
Валентина Блажко нагороджена:
- Дипломом Міжнародної Академії з прав людини за активну громадську діяльність[2];
- орденом «Сила Милосердя»[15];
- орденом «Покрови Святої Богородиці»[16];
- орденом «Берегиня України»[17];

Вона отримувала почесне звання «Жінка року» 2019 та 2020 за внесок у суспільне життя міста, участь у соціальних проектах.